# 10560 Michinari
10560 Michinari (1993 TN) là một tiểu hành tinh vành đai chính được phát hiện ngày 8 tháng 10 năm 1993 bởi K. Endate và K. Watanabe ở Kitami.